# 冥銭

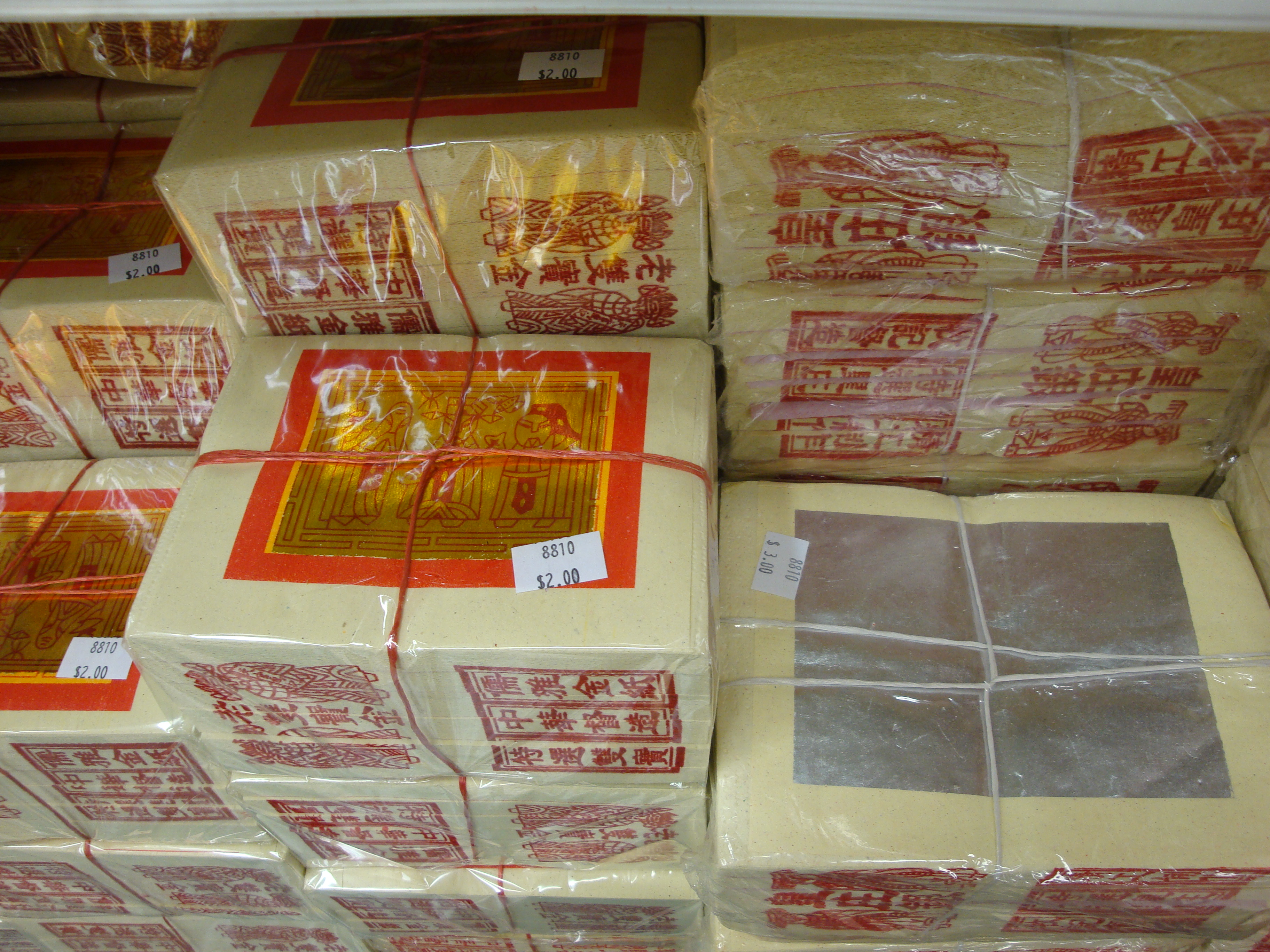
中国の冥銭

冥銭（めいせん）とは、副葬品のひとつで、金銭、または金銭を模した物。これらの副葬品は「あの世でお金に困らないように」や「三途の川の渡し賃」などの理由によって死者と共に埋葬や火葬などされるものである。ヨーロッパ等では硬貨を死者のまぶたの上や体に置き、あの世への通行料とする風習もある。

## アジア圏

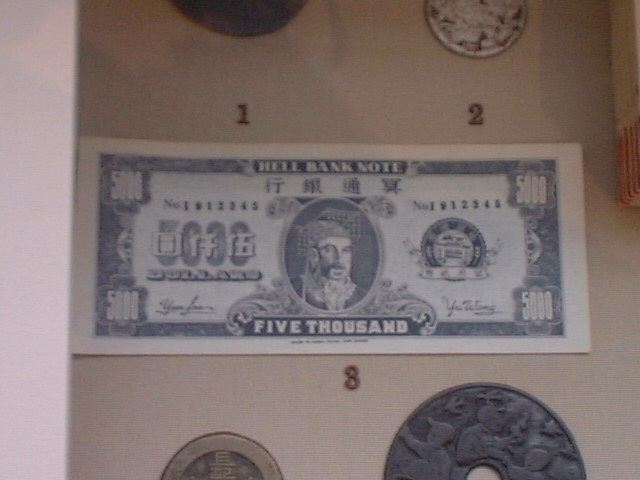
大英博物館所蔵品
陰間銀行が発行した冥鈔

中国、韓国、ベトナム、琉球の道教や仏教などにおいては、紙幣を模した冥銭（紙銭と呼ばれる）が用いられている。紙幣あるいは紙そのものが一般的ではなかった古代には、土で硬貨を模造した泥銭を副葬していることもある（馬王堆漢墓など）。祖霊信仰の一種で墓前で冥銭を焚いたり、日本のお盆に相当する時期に祖霊への供物として軒先で焚かれる。沖縄県ではカビジン（紙銭）あるいはウチカビ（打ち紙）と呼ばれる、黄色い紙に銭形を押したものが一般的に用いられている。なお、これら各国の冥銭の額面単位だが、それらの国々の通貨単位が使われる一方で、中には米ドルを意識した「冥通銀行」券も見られる。
通貨を模したものは、実際の貨幣や紙幣とは明らかに違うデザインではあるが、これを焚くことで祖先の手元には、死後世界で通用する通貨となって届くと信じられている。額面も様々であるが、一般の通貨にはない大袈裟な数字が記されている場合も少なくない。これは死後世界がインフレだという意味ではなく、それだけ祖先のことを想い偲んでいるのだという気持ちの現れである。これらは束（札束）の形でも販売されている。西遊記においては、紙銭を頻繁に焚いていた老人が、あの世で資産家となっていたという描写がある。

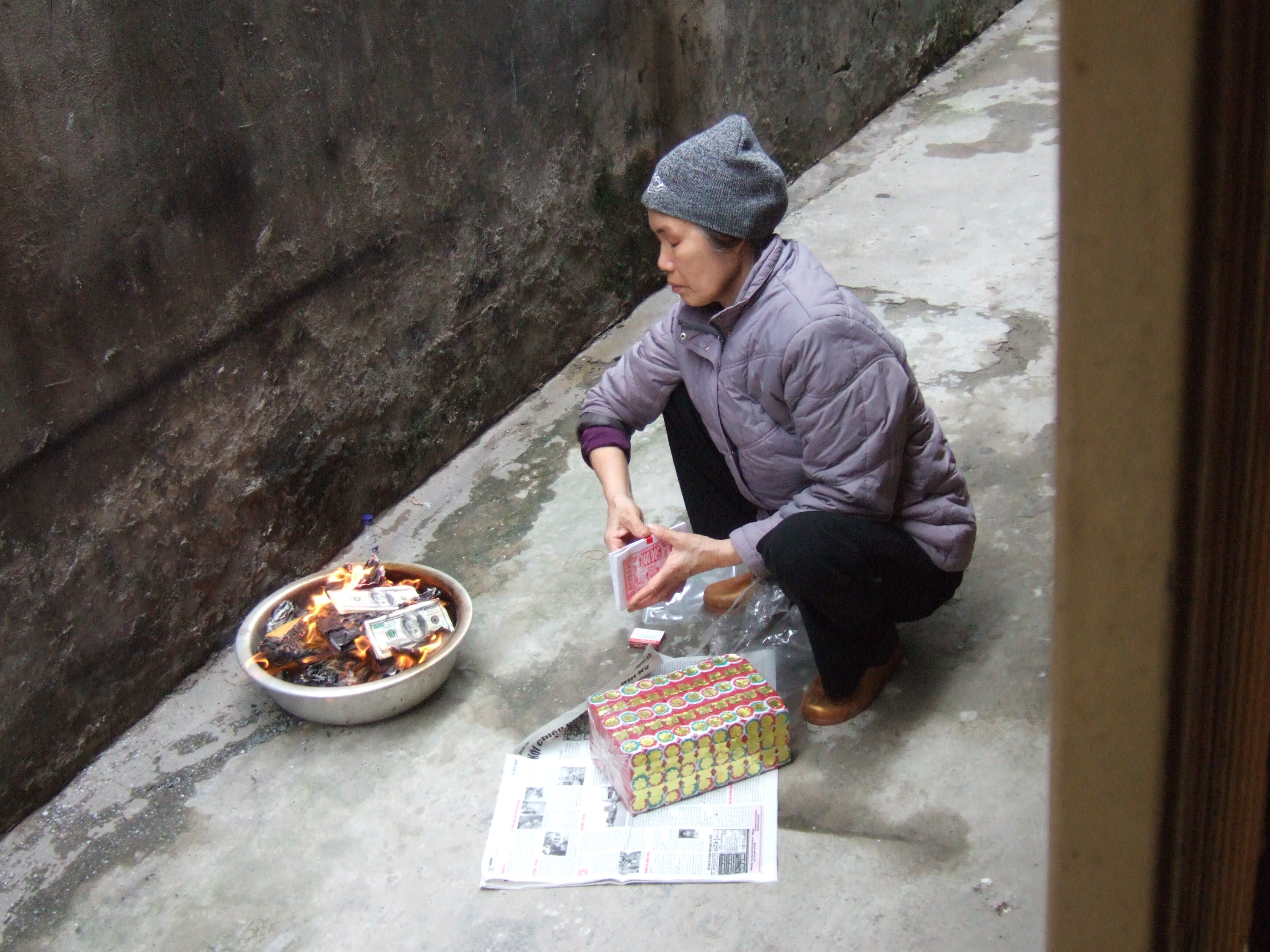
冥銭を燃やして供養する人（ベトナム）

## 日本

真田氏の家紋（真田幸隆の旗印）
六文銭を表しており「不惜身命」を意味する。

日本では、三途川の渡河料金として六文が冥銭とされることが多い（六文銭、六道銭）。過去には貨幣を直接使用していたが「文という貨幣単位がなくなった」「貨幣を意図的に破損すると罰せられる」「火葬における副葬品制限で炉内に金属を入れることが禁じられるようになった」などの理由から、近年では六文銭を模して印刷した紙のものが使用される。死者は遺族によって用意してもらった紙製の冥銭を米や塩と共に小さな布製の袋に入れたものを懐に入れた状態で、棺に収められる。
こういった思想は、貨幣経済の発達に伴い、霊界のように死後に行くと考えられている別の世界でも貨幣が必要だという価値観念に伴うもので、日本における仏教では、現世と死後の世界の境界にあるとされる三途の川の渡し賃が最後に金銭を使う場であり、それ以降には必要ないとされている。これは現世である俗世界から、仏（欲望や煩悩の無い存在）になる死後世界へと移行する通過儀礼的な意味合いを含むものだと考えられよう。
また、六文銭は真田氏や海野氏などの代表紋に用いられた。